# Helicteropsis microsiphon
Helicteropsis microsiphon là một loài thực vật có hoa trong họ Cẩm quỳ. Loài này được (Baill.) Hochr. mô tả khoa học đầu tiên năm 1956.